# US Créteil-Lusitanos
Union Sportive Créteil-Lusitanos (thường được gọi là US Créteil hoặc USC) là một câu lạc bộ bóng đá Pháp có trụ sở tại Créteil, một vùng ngoại ô phía đông nam của Paris. Câu lạc bộ được thành lập vào năm 1936. Câu lạc bộ bóng đá là một phần của câu lạc bộ thể thao cũng được biết đến với đội bóng ném.
US Créteil được thành lập vào năm 1936 với tư cách là một câu lạc bộ thể thao và có một lịch sử phát triển phong phú, mặc dù đạt được những danh hiệu nhỏ.
Câu lạc bộ đã chiến thắng Division d'Honneur trong hai lần vào năm 1962 và 1986. Năm 1987, Créteil đã trở thành nhà vô địch của Division 4, và một năm sau đó, đã giành được danh hiệu Division 3. Kết thúc tốt nhất của câu lạc bộ trong Coupe de France danh tiếng là trong mùa giải 1985-86 khi đội lọt vào tứ kết. Trong tám mùa giải liên tiếp (1999-2007), Créteil đã chơi ở Ligue 2, bộ phận thứ hai của bóng đá Pháp. Đội trở lại Ligue 2 trong mùa giải 2013-2014. Năm 2018, câu lạc bộ đã xuống hạng Championnat National 2.
Câu lạc bộ được gọi một cách trìu mến là Les Béliers ("The Rams") hoặc Les Cristoliens, tên được đặt cho cư dân của Créteil.

## Lịch sử
Bóng đá đến với thành phố Créteil tương đối muộn so với các xã khác nằm trong và xung quanh Paris. Câu lạc bộ đầu tiên bước vào cuộc cạnh tranh là Club Sportif de Créteil. Tuy nhiên, câu lạc bộ được coi là không ổn định ngay từ đầu và được tuyên bố là không chính thức vì thành phố đang cố gắng tái tạo các câu lạc bộ như Red Star 93, CA Paris-Charenton và Racing Club de France ở các xã gần đó. Tuyên bố nhanh chóng trở thành hiện thực sau khi thành lập Union Sportive Créteil vào năm 1936 bởi một người đàn ông thường được gọi là M. Hemon. Créteil đã dành gần 30 năm lơ lửng ở các bộ phận thấp hơn. Trong thời gian này, câu lạc bộ bóng đá đã chơi các trận đấu trên sân nhà tại Stade Desmont, nơi chỉ có 800 khán giả. Dưới sự lãnh đạo của B. Hainque, Créteil đã vô địch giải vô địch nghiệp dư Championnat de France vào năm 1962. Sau đó, nhóm tiếp tục chùn bước trở lại Promotion d'Honneur trước khi thăng hạng lên Division d'Honneur trong thập kỷ mới. 

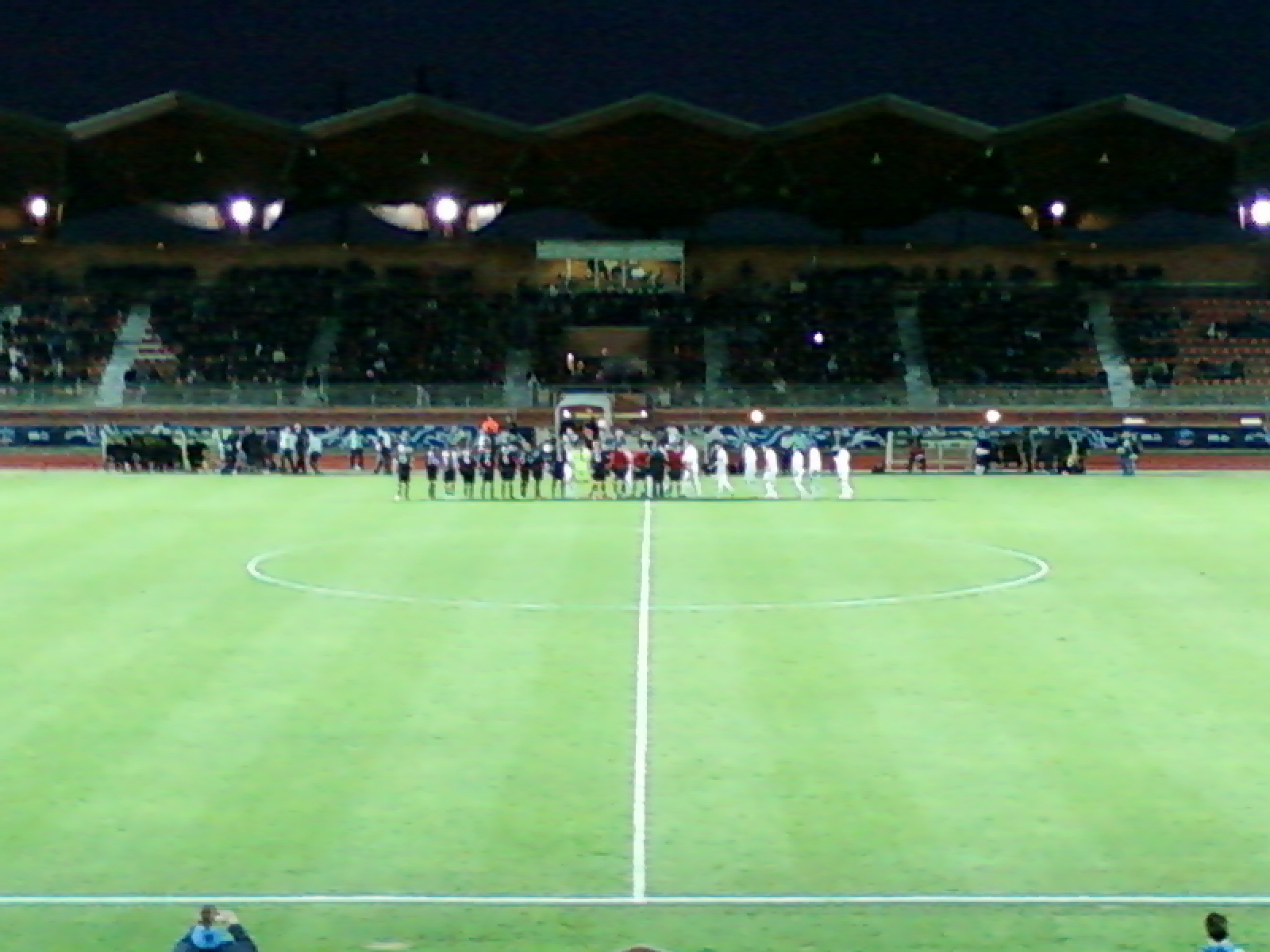
Créteil và Bordeaux xếp hàng tại Stade Dominique Duvauchelle năm 2012

Créteil là một đội thụ hưởng may mắn vào năm 1978 khi Liên đoàn bóng đá Pháp tuyên bố thành lập Division 4. Câu lạc bộ đã được thăng hạng lên giải đấu mới mặc dù kết thúc ở vị trí thứ 7 trong Division d'Honneur mùa trước. Phong độ run rẩy của đội thể hiện khi họ đã chết sau khi mười trận đấu được tranh cãi. Đến cuối mùa giải, Créteil đã trở lại Division d'Honneur. Năm 1983, câu lạc bộ chuyển đến sân vận động mới, Stade Dominique Duvauchelle, sau khi đã trải qua gần 50 năm tại Stade Desmont. Hai năm sau, dưới sự hướng dẫn của phó thị trưởng thành phố Laurent Cathala, Union Sportive Créteil đã sáp nhập với câu lạc bộ thể thao Créteil để mang lại cho thành phố một bản sắc thể thao tốt hơn. Các môn thể thao chính của câu lạc bộ đã trở thành bóng đá, bơi lội, điền kinh và đạp xe.
US Créteil đã dành những năm 2000 giữa giải hạng ba và Ligue 2 trước khi bị rớt hạng trở lại Championnat de France National. Mùa giải 2012/2013, câu lạc bộ đã được thăng hạng trở lại Ligue 2 và họ đã lọt vào vòng 16 đội trong cuộc thi Coupe de France 2012 trước khi bị loại bởi Girondins de Bordeaux. Năm 2016, câu lạc bộ đã xuống hạng từ Ligue 2 trở lại Championnat National. Năm 2018, US Créteil đã xuống hạng Championnat National 2 sau khi kết thúc vị trí cuối bảng. Vào ngày 27 tháng 5 năm 2019, Créteil đã được thăng hạng trở lại National Championnat de France sau khi kết thúc với tư cách là nhà vô địch của Championnat National 2 Group D.

## Cổ động viên
Câu lạc bộ có một nhóm người hâm mộ nhỏ nhưng trung thành và cuồng tín, chủ yếu đến từ Val-de-Marne, vùng ngoại ô phía nam và phía đông của Paris. Câu lạc bộ có hai nhóm ultras; Urban Devils thành lập năm 2002, sau đó được tái lập vào năm 2005 và Kop de Banlieue thành lập năm 2004. Người hâm mộ được biết đến với cái tên Cristoliens, cư dân của xã Créteil.
Mặc dù chơi trong một cơ sở hiện đại, nhưng mức độ tham dự của câu lạc bộ rất thấp, trung bình chỉ khoảng 500 khán giả trong những năm National Championnat, mặc dù sau khi thăng hạng, con số này đã tăng lên khoảng 2500 mỗi trận ở Ligue 2.
Câu lạc bộ có sự cạnh tranh với Red Star FC và Paris FC, với những câu lạc bộ mà đội thi đấu trong các trận derby Paris.

## Tham dự
Tham dự trung bình:
- 2016-17: 508
- 2015-16: 2 188
- 2014-15: 2 389
- 2013-14: 2 603
- 2012-13: 945
- 2011-12: 424
- 2010-11: 515
- 2009-10: 695
- 2008-09: 373
- 2007-08: 403

## Sân vận động
Créteil thi đấu các trận đấu tại nhà của mình tại Stade Dominique Duvauchelle 12.000 chỗ ngồi, được đặt theo tên của Dominique Duvauchelle, một nhà báo thể thao địa phương từ thành phố Créteil.

## Cầu thủ

### Đội hình hiện tại
Tính đến 17 tháng 7 năm 2022.
Ghi chú: Quốc kỳ chỉ đội tuyển quốc gia được xác định rõ trong điều lệ tư cách FIFA. Các cầu thủ có thể giữ hơn một quốc tịch ngoài FIFA.
| Số | VT | Quốc gia               | Cầu thủ                                   |
| -- | -- | ---------------------- | ----------------------------------------- |
| 1  | TM | Cộng hòa Dân chủ Congo | Riffi Mandanda                            |
| 3  | HV | Guadeloupe             | Kelly Irep                                |
| 4  | HV | Pháp                   | Mady Soaré                                |
| 5  | HV | Pháp                   | Zakaria Belkouche                         |
| 7  | TĐ | Bồ Đào Nha             | Alexis Araujo                             |
| 8  | TV | Algérie                | Abdelmalek Mokdad                         |
| 10 | TV | Pháp                   | Christopher Baptista                      |
| 12 | HV | Pháp                   | Julien Serrano                            |
| 13 | TV | Pháp                   | Abdessalem Boujenfa                       |
| 16 | TM | Pháp                   | Romain Cagnon                             |
| 17 | TĐ | Pháp                   | Kamel Chergui                             |
| 18 | HV | Pháp                   | Richard Richecard (cho mượn từ Marseille) |

| Số | VT | Quốc gia           | Cầu thủ            |
| -- | -- | ------------------ | ------------------ |
| 19 | TV | Pháp               | Younes Aouladzian  |
| 20 | HV | Sénégal            | Elhadj Dabo        |
| 21 | TV | Cộng hòa Trung Phi | Axel Urie          |
| 22 | HV | Pháp               | Yamadou Fofana     |
| 26 | HV | Mali               | Mahamadou N'Diaye  |
| 27 | TV | Bồ Đào Nha         | Fábio Pereira      |
| 30 | TM | Pháp               | Léonard Aggoune    |
| 33 | TV | Guyane thuộc Pháp  | Thomas Némouthé    |
| —  | TV | Angola             | Plamedi Buni Jorge |
| —  | TV | Mali               | Ismaël Keïta       |
| —  | TĐ | Algérie            | Nadjib Baouia      |

### Đội dự bị
Tính đến 9 tháng 4 năm 2019
Ghi chú: Quốc kỳ chỉ đội tuyển quốc gia được xác định rõ trong điều lệ tư cách FIFA. Các cầu thủ có thể giữ hơn một quốc tịch ngoài FIFA.
| Số | VT | Quốc gia | Cầu thủ               |
| -- | -- | -------- | --------------------- |
| —  | TM | Pháp     | Cédric Babel          |
| —  | TM | Pháp     | Wahmey Ahissou        |
| —  | HV | Pháp     | Lukas Matuba Lema     |
| —  | HV | Pháp     | Jonas Célestine       |
| —  | HV | Pháp     | Mamadou Bilaly Diarra |
| —  | HV | Pháp     | Vinéa Koubemba        |
| —  | HV | Pháp     | Lucas Larade          |
| —  | HV | Pháp     | Alan Tankeu           |
| —  | TV | Pháp     | Rochdi Izem           |
| —  | TV | Pháp     | Modibo Haïdara        |

| Số | VT | Quốc gia | Cầu thủ           |
| -- | -- | -------- | ----------------- |
| —  | TV | Pháp     | Geraud NSele      |
| —  | TV | Pháp     | Diambéré Diarra   |
| —  | TV | Sénégal  | Ibou Sow          |
| —  | TV | Pháp     | Mohamed Traoré    |
| —  | TV | Mali     | Oumar Coulibaly   |
| —  | TV | Pháp     | Mohamed Soumahoro |
| —  | TV | Pháp     | Abdeslam Boujenfa |
| —  | TĐ | Pháp     | Rachid Marwane    |
| —  | TĐ | Pháp     | Bilal Cissé       |
| —  | TĐ | Pháp     | Aiman Bani        |

### Cựu cầu thủ
Đối với một danh sách đầy đủ của các cầu thủ US Créteil-Lusitanos, xem ở đây.
- Cédric N'Koum

## Danh hiệu
- Vô địch quốc gia
  - Vô địch (1): 2013
- Division 4 (CFA 2) 
  - Vô địch (1): 1987, 2019
- Division d'Honneur (Île-de-France)
  - Vô địch (2): 1962, 1986
- Coupe de Paris - Ile de Pháp
  - Vô địch (1) 1998